# تارو هاسگاوا
تارو هاسگاوا (انگلیسی: Taro Hasegawa؛ زادهٔ ۱۷ اوت ۱۹۷۹) بازیکن فوتبال اهل ژاپن است.
از باشگاه‌هایی که در آن بازی کرده‌است می‌توان به باشگاه فوتبال آلبیرکس نیگاتا و باشگاه فوتبال کاشیوا ریسول اشاره کرد.